# 羅克福德 (愛荷華州)
羅克福德（英語：Rockford）是一個位於美國愛荷華州弗洛伊德縣的城市。

## 地理
羅克福德的座標為43°03′10″N 92°26′57″W / 43.05278°N 92.44917°W，而該地的平均海拔高度為307米（即1007英尺）。

## 人口
根據2010年美國人口普查的數據，羅克福德的面積為1.63平方千米，當中陸地面積為1.63平方千米，而水域面積為0.00平方千米。當地共有人口860人，而人口密度為每平方千米527人。